# Sawa Sawa
Sawa Sawa är en ort i Kenya.   Den ligger i länet Kwale, i den södra delen av landet, 500 km sydost om huvudstaden Nairobi. Sawa Sawa ligger 15 meter över havet och antalet invånare är 12 975.
Terrängen runt Sawa Sawa är platt. Havet är nära Sawa Sawa åt sydost.  Sawa Sawa är det största samhället i trakten. 